# Crimes of the Future
Crimes of the Future (bra: Crimes do Futuro) é um filme de ficção científica canadense de 1970 escrito, filmado, editado e dirigido por David Cronenberg. Como o filme anterior de Cronenberg, Stereo, Crimes foi filmado em silêncio com um comentário adicionado depois. O comentário é falado pelo personagem Adrian Tripod (Ronald Mlodzik). O filme se passa em 1997.
Embora o filme compartilhe um título com o filme de 2022 de Cronenberg com o mesmo nome, o último não é um remake, pois a história e o conceito não estão relacionados.

## Sinopse
A sinopse do filme gira em torno do jornalista Adrian Tripod. Ele está totalmente ocupado investigando a morte de quase todas as mulheres na Terra. Tripé faz a descoberta de que essas mortes podem ter sido desencadeadas por um produto cosmético tóxico feito por uma empresa que também faz parte de uma rede internacional de prostitutas menores.

## Elenco
- Ronald Mlodzik como Adrian Tripod
- Jon Lidolt
- Tania Zolty
- Paul Mulholland
- Jack Messinger
- Iain Ewing
- William Haslam
- Brian Linehan
- Raymond Woodley (creditado como Ray Woodley)

## Recepção
Kim Newman, em seu livro Nightmare Movies de 1988, descreveu Crimes of the Future como sendo “mais divertido de ler na sinopse do que de assistir”, e provou, junto com Stereo, que “é possível ser chato e interessante no mesmo tempo”.
O filme tem pontuação de 60% em cinco resenhas no Rotten Tomatoes, com média de 5,8/10.

## Mídia doméstica
O filme foi incluído como um recurso especial em vários lançamentos de outros filmes de Cronenberg, incluindo em definição padrão no lançamento em Blu-ray da Blue Underground de Fast Company, em alta definição no lançamento Criterion de The Brood e também em alta definição em um disco bônus no lançamento de Videodrome em Blu-ray da Arrow Video no Reino Unido. O disco bônus do Videodrome foi posteriormente lançado sozinho como David Cronenberg's Early Works.